# Неф (коммуна)
Неф (фр. Neffes, окс. Nefas) — коммуна во Франции, находится в регионе Прованс — Альпы — Лазурный Берег. Департамент коммуны — Верхние Альпы. Входит в состав кантона Таллар. Округ коммуны — Гап.
Код INSEE коммуны — 05092.

## Население
Население коммуны на 2008 год составляло 726 человек.
| 1962 | 1968 | 1975 | 1982 | 1990 | 1999 | 2008 |
| ---- | ---- | ---- | ---- | ---- | ---- | ---- |
| 183  | 187  | 247  | 432  | 510  | 570  | 726  |

## Экономика
В 2007 году среди 486 человек в трудоспособном возрасте (15—64 лет) 330 были экономически активными, 156 — неактивными (показатель активности — 67,9 %, в 1999 году было 73,6 %). Из 330 активных работали 307 человек (159 мужчин и 148 женщин), безработных было 23 (10 мужчин и 13 женщин). Среди 156 неактивных 44 человека были учениками или студентами, 75 — пенсионерами, 37 были неактивными по другим причинам.